# Oberstenfeld
Oberstenfeld è un comune tedesco di 7 916 abitanti, situato nel land del Baden-Württemberg.
Fino al 2014 era presente un servizio comunale direttamente collegato con Berlino.

## Amministrazione

### Gemellaggi
- Verbicaro